# Nationalpark Ybycuí
Der Nationalpark Ybycuí, span. Parque nacional Ybycuí, ist ein Nationalpark in Paraguay. Dieser liegt im Departamento Paraguarí. Der Park wurde durch das Dekret N° N° 32.772 geschaffen und am 16. Mai 1973 als Nationalpark ausgewiesen. Der Park ist ca. 150 km von Asuncion entfernt und liegt nahe der Stadt Ybycuí. Innerhalb des Parks befinden sich die Ruinen der Eisengießerei La Rosada, vermutlich der erste Eisengießerei Südamerikas. Das Wort Ybycuí bedeutet Sand auf Guaraní.

## Schutzziel

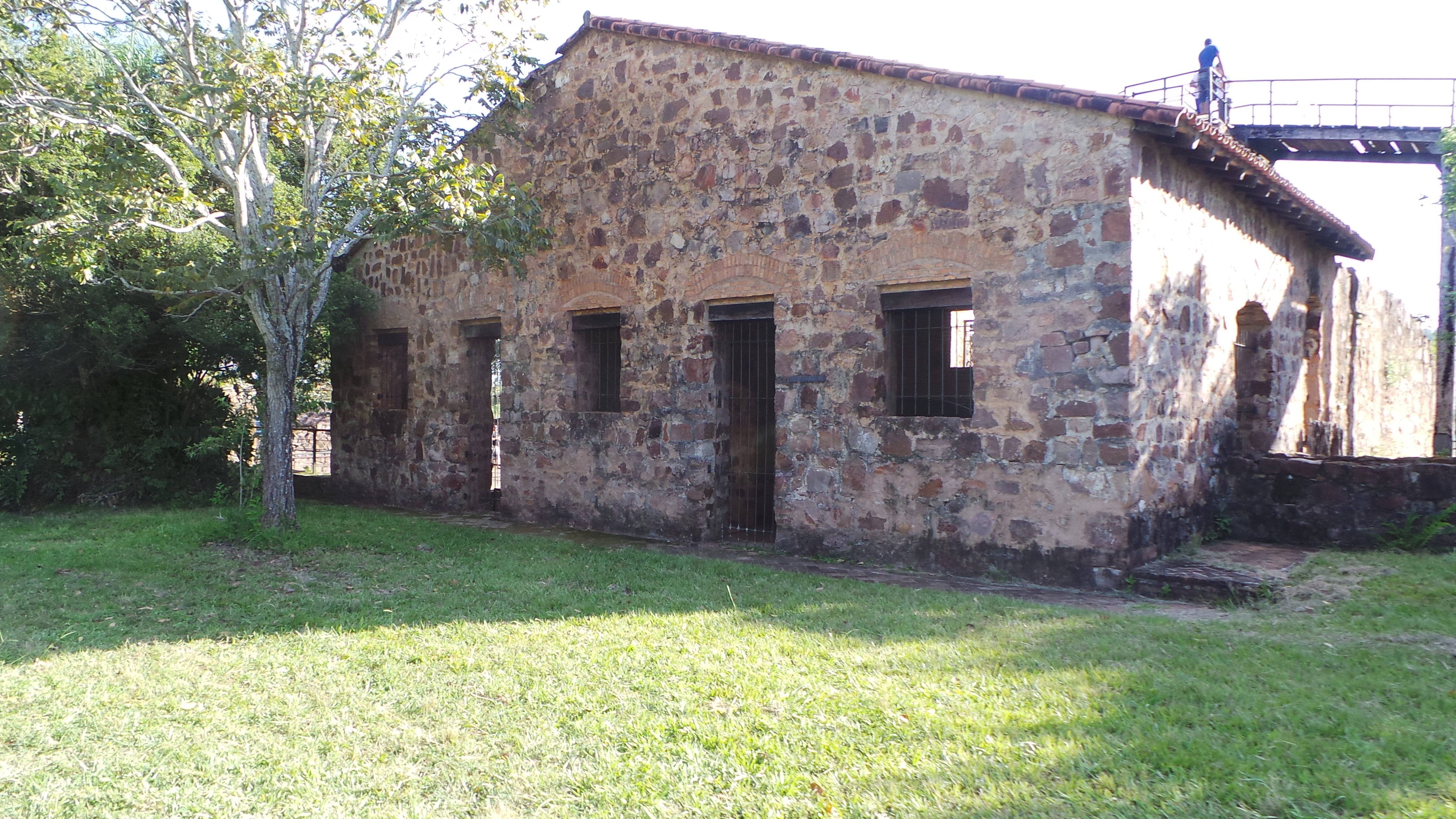
Ruinen der Eisengießerei La Rosada

Nach dem Gesetz 352/94 verfolgen diese Schutzgebiete das Ziel der Erhaltung, den Schutz und die Verbesserung der Umwelt sowie deren natürlichen Ressourcen. Im Park befinden sich 16 Wasserfälle.

## Flora und Fauna
Die Biodiversität im Park ist enorm hoch. Im Rahmen von Schutzplänen wurde folgende Bestände nachgewiesen:

### Flora
Die Vegetation des Parkes ist geprägt von Mata Atlântica Vegetation. Zu den Pflanzen im Park gehören Handroanthus lapacho , Cedrela odorata, Peltophorum dubium, Pterogyne nitens, Myrocarpus frondosus. Balfourodendron riedelianum , Albizia niopoides und Cabralea canjerana.

### Säugetiere
Im Park wurden bisher 43 Arten von Säugetieren entdeckt, die zu 16 Gattungen und 16 Familien gehören.

### Vögel
Bisher wurde 243 Vogelarten aus 193 Gattungen und 47 Familien entdeckt. Zu den häufigsten Vögeln im Park gehören Tyrannen und Ammern. So findet man z. B. Rotkehlkotinga (Pyroderus scutatus), Zimtkehlschwalbe (Stelgidopteryx ruficollis), Elfenwaldsänger (Setophaga pitiayumi), Zimtrot-Schattenkolibri (Phaethornis pretrei) und Gelbbauch-Olivtyrann (Elaenia flavogaster) im Park.

### Reptilien und Amphibien
Bisher wurden 27 Amphibienarten aus 13 Gattungen und 6 Familien entdeckt. Außerdem gibt es im Park 21 Reptilienarten aus 18 Gattungen und 8 Familien.

### Fische
Ebenso hat man 36 Fischarten aus 27 Gattungen und 14 Familien nachgewiesen.